# Carlos Cerutti
Carlos Alberto Cerutti (Morteros, 12 febbraio 1969 – Córdoba, 3 maggio 1990) è stato un cestista argentino.

## Carriera
Con l'Argentina ha disputato i Campionati americani del 1989.
Morì nel 1990 per le conseguenze di un grave incidente stradale avvenuto alcuni giorni prima.